# Ponzone
Ponzone é uma comuna italiana da região do Piemonte, província de Alexandria, com cerca de 1.206 habitantes. Estende-se por uma área de 69 km², tendo uma densidade populacional de 17 hab/km². Faz fronteira com Cartosio, Cassinelle, Cavatore, Grognardo, Malvicino, Molare, Morbello, Pareto, Sassello (SV), Tiglieto (GE), Urbe (SV).

## Demografia
| Variação demográfica do município entre 1861 e 2011                               |
|                                                                                   |
| Fonte: Istituto Nazionale di Statistica (ISTAT) - Elaboração gráfica da Wikipedia |